# Meeri Koutaniemi
Meeri Koutaniemi, född 1987 i Kuusamo, är en finländsk fotograf. Koutaniemi är särskilt känd för sina bildreportage och porträtt om mänskliga rättigheter, minoriteter och egenmakt.

## Bakgrund
Meeri Koutaniemis pappa är arkitekt Seppo Koutaniemi och mamma är psykolog Paula Koutaniemi.  Efter grundskolan flyttade hon från Kuusamo till Uleåborg och därifrån till Helsingfors efter ett halvår, där hon studerade Sibelius-lukio. Hon har studerat fotojournalistik vid Tammerfors universitet. 
Sedan 2011 har Koutaniemi turnerat runt om i världen, bland annat i Sydostasien, Afrika och Latinamerika.